# Can I Borrow a Dollar?
Albums de Common
Resurrection
(1994)
Singles
1. Take It EZ
Sortie : 2 septembre 1992
2. Breaker 1/9
Sortie : 12 janvier 1993
3. Soul by the Pound
Sortie : 13 juillet 1993

Can I Borrow a Dollar? est le premier album studio de Common (sous le nom de Common Sense), sorti le 6 octobre 1992.

## Liste des titres
| No  | Titre                                                                 | Contient un (des) sample(s) de | Durée |
| --- | --------------------------------------------------------------------- | --- | ----- |
| 1.  | A Penny for My Thoughts (Produit par Immenslope)                      | Got a Dollar de Richard Pryor Vapors de Biz Markie Intimate Friends de Eddie Kendricks I Bet You de Funkadelic Ain't We Funkin' Now des Brothers Johnson | 4:23  |
| 2.  | Charms Alarm (Produit par Immenslope)                                 | Don't Change Your Love des Five Stairsteps Side by Side d'Earth, Wind and Fire Juicy Fruit de Mtume On the Good Ship Lollipop de Shirley Temple | 4:30  |
| 3.  | Take It EZ (Produit par 2 pc. DRK)                                    | Crap Game de Richard Pryor Grand Puba, Positive and L.G. de Brand Nubian featuring Positive K et L.G. In the Ghetto d'Eric B. & Rakim Kool is Back de Funk, Inc. A Crazy Mixed-Up World de Sonny Stitt Breezin' de George Benson Girls des Beastie Boys                                                                          | 4:08  |
| 4.  | Heidi Hoe (Produit par The Beatnuts)                                  | The Rill Thing de Little Richard School Boy Crush des Average White Band | 4:29  |
| 5.  | Breaker 1/9 (Produit par Immenslope)                                  | Amen de Rotary Connection Between the Sheets des Isley Brothers Get Out of My Life, Woman de Lee Dorsey The Boogie Back de Roy Ayers You Got the Right One, Baby, Uh-Huh de Ray Charles | 4:01  |
| 6.  | Two Scoops of Raisins (featuring Immenslope – Produit par Immenslope) | Tappan Zee de Bob James Papa Was Too de Joe Tex Red Baron de Billy Cobham | 5:28  |
| 7.  | No Defense (Produit par Twilite Tone)                                 | Total Kaos de EPMD Impeach the President des Honey Drippers Gimmie Dat (Woy!) de Boogie Down Productions Papa Was Too de Joe Tex | 1:14  |
| 8.  | Blows to the Temple (Produit par Twilite Tone)                        | 2001 des The Cecil Holmes Soulful Sounds It's a New Day de Skull Snaps Endangered Species (Tales From the Darkside) d'Ice Cube featuring Chuck D Silk de Mandrill Movin' de Brass Construction Get Me Back on Time, Engine #9 de Wilson Pickett Santa Claus Is Coming to Town d'Harry Reser & His Orchestra featuring Tom Stacks | 4:39  |
| 9.  | Just in the Nick of Rhyme (Produit par 2 pc. DRK)                     | Harlem River Drive de Bobbi Humphrey Sing a Simple Song de Sly & the Family Stone Discotheque Soul (Pt. 2) de Ricky Williams My Old Jams Still Slam de Shakespeare et The Last Empire | 2:30  |
| 10. | Tricks Up My Sleeve (featuring Rayshel – Produit par Immenslope)      | Good Old Music de Funkadelic Slow Dance de Stanley Clarke Snow Creatures de Quincy Jones Mind Playing Tricks on Me des Geto Boys No More ?'s de Eazy-E | 3:21  |
| 11. | Puppy Chow (featuring Miss Jones – Produit par Twilite Tone)          | For the Love of You des Isley Brothers The Jam de Graham Central Station Smiling Faces Sometimes de Bobbi Humphrey If I Was Your Girlfriend de Prince Never Knew Love Like This Before de Stephanie Mills | 4:01  |
| 12. | Soul by the Pound (Produit par Immenslope)                            | Tonight's da Night de Redman Jazz (We've Got) de A Tribe Called Quest Check It Out de Grand Puba featuring Mary J. Blige Give It Away des Red Hot Chili Peppers | 4:20  |
| 13. | Pitchin' Pennies (Produit par Immenslope)                             | Is This All? de Bobbi Humphrey I'm Gonna Wash That Man Right Outa My Hair de Mary Martin God Make Me Funky des Headhunters featuring The Pointer Sisters | 1:58  |

## Classements

### Album
| Année | Album                  | Position               | Position |
| Année | Album                  | Top R&B/Hip-Hop Albums |          |
| 1993  | Can I Borrow a Dollar? | 70e                    |          |

### Singles
| Année | Titre             | Position        | Position | Position | Position |
| Année | Titre             | Hot Rap Singles |          |          |          |
| 1992  | Take It Ez        | 5e              |          |          |          |
| 1993  | Breaker 1/9       | 10e             |          |          |          |
| 1993  | Soul by the Pound | 7e              |          |          |          |